# Alex Bertani
Alex Bertani (Cavriago, 1969) è un dirigente d'azienda italiano. Lavora per la Panini Comics, dove è direttore del mercato italiano, ed è direttore editoriale di Topolino dal 17 settembre 2018. Dal 2023 è inoltre responsabile delle pubblicazioni delle figurine Panini.

## Biografia
Laureato in economia, nel 1994 è entrato alla Marvel Italia, rivestendo diversi ruoli. Nel 1998 assume la direzione di "Pan Distribuzione", divisione distributiva di Panini Comics (che nel frattempo si era fusa con Marvel Italia dando vita al gruppo Panini S.p.A.) ruolo che ricoprirà per undici anni; contestualmente diventa anche direttore responsabile di Anteprima, il più diffuso mensile di informazione fumettistica in Italia, ruolo che manterrà fino al 2011.
Dal 1999 al 2001 è stato anche direttore responsabile della rivista Marcopolo Guida Viaggi, rivista specializzata in reportage di viaggio.
Nel 2016 ha assunto la direzione del Mercato Italiano Publishing, mentre nell'ottobre 2018 viene nominato direttore editoriale del settimanale Topolino, subentrando a Valentina De Poli, e affiancato da Marco Marcello Lupoi nel ruolo di direttore responsabile.

## La direzione diTopolino(2018-)
Nel settembre 2018 viene nominato direttore di Topolino, subentrando a Valentina De Poli. Come rivelato in alcune interviste, Bertani non era designato a diventare direttore, ma assunse la carica inizialmente ad interim, per trainare la rivista alla conclusione dell'anno. Tuttavia dopo il rifiuto del mandato da parte della persona inizialmente scelta per il ruolo, Bertani ha assunto in via definitiva la carica.
Nel gennaio 2019, appena tre mesi dopo la sua nomina a direttore, vara un restyling dell'editoriale e del sommario di Topolino e, fa dedicare due pagine di anteprima al numero in uscita la settimana successiva. Nel febbraio 2019 annuncia il cambiamento del formato dei periodici Zio Paperone e Paperino, in modo da migliorarne la leggibilità. A partire da marzo 2019 fa esordire in edicola una nuova testata, intitolata Papersera, in origine pensata come una miniserie di soli quattro numeri e con cadenza bimestrale, poi rinominata Cronache dal Papersera a partire dal quarto numero e divenuta a cadenza trimestrale, conclusasi nel settembre 2022 dopo 16 numeri, nella quale sono state riproposte storie brevi e divertenti, riguardanti la fittizia redazione giornalistica di Paperopoli gestita da Paperon de' Paperoni e dai suoi nipoti Paperino e Paperoga, per lo più di provenienza estera, soprattutto brasiliane e danesi, diverse inedite in Italia. Nell'aprile 2019 nomina Andrea Freccero supervisore artistico di Topolino. Nel maggio 2019 decide di non confermare tra i collaboratori lo storico disegnatore Luciano Gatto, dopo 60 anni di carriera, per via del suo stile ritenuto ''non più adeguato alla nuova linea editoriale del giornale''. Sempre nel maggio 2019, su sua decisione, vengono modificati I Classici di Walt Disney, riproponendo la formula iniziale, che proponeva una storia di raccordo che faceva da filo conduttore. La numerazione viene azzerata e la grafica subisce un'importante evoluzione, mentre la pubblicazione passa da mensile a bimestrale. Nel giugno 2019 affida all'autore Marco Gervasio un lungo ciclo di storie con protagonista Paperinik, al fine di recuperare la personalità del personaggio che, secondo Bertani, "si era un po' persa nel tempo". A partire dal luglio 2019 fa allegare a Topolino un nuovo gadget estivo, le carte da gioco a semi francesi, disegnate ogni anno da un diverso artista disneyano e per questo dette "Carte d'Autore". Nell'ottobre 2019 annuncia che le storie di PK e dei Wizards of Mickey verranno pubblicate su una nuova testata: Topolino Fuoriserie. Nel novembre 2019 Marco Rota ritorna sul giornale dopo oltre un decennio di assenza con la storia Ingorgopoli.
Si intensificano quelle con personaggi giovani e adolescenti, come ad esempio i ragazzi di "Area 15" e il ritorno di Newton Pitagorico, nipote di Archimede Pitagorico. Le storie a puntate diventano più frequenti e le copertine più "pulite", prive di strilli e scritte di fondo. A partire dall'aprile 2020 fa pubblicare un nuovo periodico, Il Manuale delle Giovani Marmotte, in origine pensato solo di quattro numeri ma poi, divenuto dapprima mensile e poi bimestrale, conclusosi nell'ottobre 2022 dopo 26 numeri, all’interno del quale sono state ristampate storie sia italiane che estere, incentrate sulle tante avventure, esplorazioni e missioni vissute da Qui, Quo e Qua all’interno dell'immaginaria organizzazione scout internazionale della quale fanno parte. Nel dicembre 2020 lancia Topolino Extra, una nuova collana che ripropone le migliori storie pubblicate sul settimanale durante la sua direzione. Nello stesso mese, in un'intervista, dichiara di essere il supervisore di tutte le sceneggiature pubblicate su Topolino. 
Nel febbraio 2021 modifica nuovamente I Classici di Walt Disney, che diventano I Classici Disney d'autore, cioè volumi con storie scelte da un diverso sceneggiatore di Topolino che si occupa di firmare anche la storia di raccordo. Nell'aprile 2021 Bertani riporta in edicola l'Almanacco Topolino, storica testata Disney chiusa da 36 anni, con la curatela dell'esperto Luca Boschi, con cadenza bimestrale, nel quale vengono pubblicate anche storie straniere inedite in Italia, oltre a riproporre quelle classiche di provenienza italiana dal precedente omonimo periodico. Il nuovo Almanacco ritorna in edicola con successo e si dimostra particolarmente apprezzato dai lettori. A partire da maggio 2021 poi, proponendo la collana Disney Collection, Bertani porta anche in Italia i romanzi grafici con personaggi Disney realizzati da autori francesi editi da Glénat, considerati di particolare pregio artistico, con sceneggiature più mature e ambientazioni più inconsuete. Nel luglio 2021 viene inaugurata una nuova testata, Il Club dei supereroi, che dà spazio al filone delle storie sui supereroi disneyani. Nell'agosto 2021 viene pubblicata su Topolino la storia Top de Tops e la fonte della giovinezza, revival della serie Le Tops Stories che sancisce il ritorno di Giorgio Pezzin sulle pagine del settimanale dopo quasi due decenni di assenza.
Nel febbraio 2022, viene inaugurata Le Serie Imperdibili, una nuova testata che comprende materiale inedito degli scrittori delle serie ristampate. Nel luglio 2022 è il turno della Humour Collection, collana che raccoglie le migliori storie di Silvia Ziche. A partire da settembre 2022 avvia la nuova collana Le grandi saghe, una raccolta costituita da albi brossurati di grandi dimensioni (18 x 24 cm) e dalle copertine inedite, che ripropone le ristampe di alcune delle lunghe storie a puntate apparse in passato sul settimanale. Nell'ottobre 2022 è uscito il primo numero della Thriller Collection, che ristampa le migliori storie di Casty. Sempre nell'ottobre 2022, esce in un volume Disney De Luxe Topolino e il cerchio del tempo, storia annunciata nel 2017 su Topolino e mai pubblicata.

### Cambiamenti apportati aTopolino
Sotto la sua guida è avvenuto un sensibile aumento delle storie a puntate pubblicate sul settimanale, valse a fidelizzare il lettore, una maggiore omogeneità stilistica, il rilancio di personaggi precedentemente ritenuti minori come Malachia e Newton Pitagorico, e una maggiore continuità tra le varie avventure a fumetti. Inoltre, sotto la direzione Bertani sono diminuiti i vip paperizzati, cioè trasformati in personaggi dell'universo disneyano, ricorrenti invece nella gestione del predecessore Valentina De Poli. In più, sono aumentate le trame introspettive e delle origini, che approfondiscono lati nascosti sulla personalità e della storia dei vari characters disneyani. È inoltre stato rivoluzionato il comparto autori del settimanale, con la conclusione della collaborazione con alcuni nomi storici e l'assunzione di autori nuovi.